# فريد دبناه
فريدريك ترافس دبناه الحاصل على رتبة الإمبراطورية البريطانية (29 أبريل عام 1938 - 6 نوفمبر عام 2004) هو عامل مداخن وشخصية تلفزيونية إنكليزية. كان مهتمًا بالهندسة الميكانيكية للغاية ووصف نفسه بـ«ميكانيكي الشوارع الخلفية».
اعتمدت بريطانيا بشدة على الفحم الحجري لتغذية صناعاتها في الوقت الذي ولد فيه دبناه. كان مفتونًا بالمحركات البخارية التي كانت تشغل العديد من مصانع النسيج في بلدة بولتون خلال طفولته، ولكنه أولى اهتمامًا خاصًا بالمداخن والرجال الذين عملوا عليها. بدأ دبناه حياته المهنية كنجار قبل أن يصبح عامل مداخن. خدم عامين في فيلق خدمات الطعام التابع للجيش البريطاني حين كان في الثانية والعشرين من العمر ليستوفي بذلك خدمته العسكرية. عاد إلى مزاولة مهنته كعامل مداخن بعيد تسريحه ولكنه لاقى نجاحًا محدودًا حتى طُلب منه إصلاح كنيسة أبرشية بلدة بولتون. عملت الدعاية الناتجة عن ذلك على تحسين صورة عمله وهو ما ضمن له عدم انقطاع عمله على الإطلاق.
صور طاقم إخباري محلي تابع للبي بي سي دبناه وهو يقوم ببعض الإصلاحات في قاعة بلدية بولتون في عام 1978. أعلنت البي بي سي بعدها عن إعداد فيلم وثائقي يتتبع حياة دبناه المحفوفة بالمخاطر خلال عمله على المداخن وتفاعله مع عائلته وتحدثه عن هوايته المفضلة ألا وهي طاقة البخار. لاقى أسلوبه اللانكشري ونظرته الفلسفية العصامية اللطيفة استحسان المشاهدين وظهر بعدها في عدد من البرامج التلفزيونية. انعكس تدهور القطاع الصناعي البريطاني على دبناه من خلال التراجع الذي شهده عمله كعامل مداخن خلال أواخر عمره، ولذلك أصبح يعتمد بصورة متزايدة على اللقاءات الإعلامية وإلقاء الخطب في حفلات العشاء حتى يعزز دخله. قدم دبناه برنامجًا عن تاريخ بريطانيا الصناعي في عام 1998. وقدم بعدها عددَا من البرامج التي تناولت بمعظمها الثورة الصناعية وما تركته من إرثٍ ميكانيكي ومعماري.
توفي جراء إصابته بسرطان المثانة في شهر نوفمبر عام 2004 عن عمر يناهز 66 عامًا.

## النشأة

### الطفولة
كان فريد دبناه ابن فرانك وبيتسي دبناه (اسمها ترافس قبل الزواج). عمل أهله كموظفين في أحد مصانع مواد التبييض. وعملت والدته في وقت لاحق كعاملة في مصنع لإنتاج الغاز. ولد دبناه بتاريخ 29 أبريل عام 1938، وسمي على اسم عمه فريدريك. نشأ فريد في بلدة بولتون الواقعة ضمن مقاطعة لانكشر التاريخية التي غلب عليها الطابع الصناعي حينذاك، وذلك بالإضافة إلى تاريخها في مجال غزل ونسج القطن. كان دبناه منذ طفولته مولعًا بمناظر المصانع وأصواتها والمداخن الكثيرة التي ملأت أفق الناظر حول حديقة بيرندن، ولكنه أولى اهتمامًا خاصًا بعمال المداخن الذين رآهم في طريقه إلى المدرسة. كان اللعب حول برك المصانع (الأحواض الصناعية) التي كان تملأ المنطقة آنذاك من بين التسالي التي حظيت بشعبية كبيرة بين الأطفال المحليين. صمم دبناه خلال طفولته بدلة غوص مؤقتة بالتعاون مع مجموعة من الأصدقاء. استعمل الأطفال في بناء البدلة القصدير الهش وبعض الأنابيب ومنها أنبوب سيارة داخلي. اختبر الأطفال البدلة في إحدى برك المصانع بعدما طُلب منهم إزالتها من المسابح المحلية ولكنها لم تعمل.
كانت قناة بولتون المتفرعة عن قناة مانشستر بولتون وبوري أحد المواقع التي تردد عليها دبناه بكثرة. كانت القناة في ذاك الوقت مهجورة بمعظمها (أغلِق الجزء الأكبر من فرع بولتون في عام 1924). كان دبناه يجرف الأرض أحيانًا بخطافٍ حديدي ربطه على حبل وأطلق عليه اسم «المكتسح». احتفظ دبناه بمعظم أدواته هذه في الفناء الخلفي بمنزل والدته. تعاون الأخير مع صديقه آلان هيب على بناء قارب باستعمال إطارات إحدى الدراجات القديمة (التي قطعاها إلى نصفين لتشكيل قاعدته) وشرائح من الألواح الخشبية ولوحة قماشية حصلا عليها من الجزء الخلفي لإحدى الشاحنات. أبحر دبناه بالقارب على طول نهر كرول المجاور وهو ما أثار فزع والدته. أذهل معلميه في إحدى المرات حين قام بسبك مفاتيح جديدة لكل باب من أبواب القاعات الدراسية في مدرسته بعدما سُرقت المفاتيح الأصلية.

### الشباب
نُقل دبناه إلى صف الفنون في مدرسته (إذ اعتبرت مهاراته في القراءة والكتابة ضعيفة) وقضى بعدها ثلاثة أعوام في واحدة من كليات الفنون، وهناك كان عمله مستوحى بصورةٍ رئيسية من المواضيع الصناعية على غرار الآلات وتجهيزات مداخل المناجم ومغازل النسيج. عُرض عليه العمل في دار جنائزية حين تفرغ من الدراسة في الكلية مع بلوغه السادسة عشر عامًا، ولكنه غادر ليباشر العمل في ورشة محلية للنجارة.
راقب دبناه أنشطة عمال المداخن طيلة طفولته. وشهد سقوط أول مدخنة في أرض والده الواقعة بالقرب من مضمار سباق الكلاب في رايكس بارك ببلدة بولتون. أزال عمال المداخن الجزء العلوي من المدخنة وأحدثوا ثقبًا في قاعدتها ودعموها بكتل من الخشب، ثم أشعلوا النار التي دمرت دعامات القاعدة وهو ما أدى إلى انهيار المدخنة. غير أن المدخنة سقطت في الاتجاه الخاطئ في تلك المرة وأصابت بيوت الكلاب في المضمار وأحد المقاهي المحلية ومجموعة من كابلات الكهرباء.
دخلت السلالم في مهمة دبناه الأولى حين كان لا يزال يعمل نجارًا. إذ كُلف بملء الفراغات في الجدران الجانبية لجملون منزل أحد العملاء وسور حديقته. استعمل لأجل ذلك عدة سلالم قصيرة ربطها ببعضها البعض باستخدام حبل ولوح مقوى. منحه هذا خبرة قيمة ودفع صاحب العمل إلى توسيع نطاق عمله ليشمل إصلاح الممتلكات. تسلق دبناه إحدى مداخن قرية بارو بريدج والتي بلغ ارتفاعها 80 مترًا (262 قدمًا) حين كان في السابعة عشر أو الثامنة عشر من العمر حتى يفوز برهان على 10 شلن. أخذ معه علمين من أعلام الاتحاد خلال الليل وصعد بهما إلى قمة المدخنة وثبت كل منهما على مانعتين للصواعق. جاءت صحيفة بولتون إيفنينغ نيوز على ذكر الحادثة ونشرت صورة فوتوغرافية للعلمين ولكن نسبت الأمر إلى طلاب جامعة مانشستر. قرر دبناه في نفس الفترة تقريبًا استبدال عمود إحدى المداخن في منزل والدته الواقع في شارع ألفريد بواحد من تصميمه الخاص كون والدته لم تستعمل سوى مستوقد واحد فقط من أصل خمسة وهو ما ترك له حرية التصرف بالمداخن الأربعة الإضافية. احتاج أنبوب المدخنة إلى صيانة دورية نظرًا لضيق الفتحة الوحيدة الموجودة في أعلى العمود الجديد الذي بلغ عرضه نحو 10 سم (4 بوصات). كان دبناه في إحدى المرات ينظف أنبوب المدخنة باستخدام كيس من الطوب ربطه بحبل غير أن الكيس انشق وأدى إلى تكسر عدة أنابيب وغمرت المياه مطبخ والدته. بِيع المنزل بعد وفاة والدة دبناه وأصدر مجلس البلدية أمرًا بحفظ المدخنة، والتي ما تزال قائمة حتى يومنا هذا.

### الخدمة العسكرية
استُدعي دبناه إلى الجيش لأداء الخدمة العسكرية حين كان في الثانية والعشرين من العمر وعُين كعامل في المطبخ العسكري. قضى ستة أسابيع يتدرب في بلدة ألدرشوت قبل إرساله إلى حامية كاتريك حتى يتعلم أساسيات خدمة الطعام في الجيش. أرسِل بعدها مع كتيبة فرسان الملك الرابع عشر/العشرين إلى ألمانيا الغربية. وهناك أقنع قائد وحدته بالسماح له بإصلاح مزرعة الكتيبة (المستخدمة لإيواء الخيول وكلاب الصيد) وسرعان ما تسلم عملًا أكثر ديمومة كبنّاء وعامل متعدد المهام.